# Corneliu Baba
Pour les articles homonymes, voir Baba.
Corneliu Baba (), né le 18 novembre 1906 à Craiova et mort le 28 décembre 1997  à Bucarest, est un peintre roumain.

## Biographie

### Famille
Ses parents étaient nés dans la région du Banat et d'origines modestes. Son père Gheorghe Baba (1863-1952) a étudié à l'Académie des beaux-arts de Vienne grâce à un mécène, et est venu s'installer à Craiova après son apprentissage pour ouvrir un atelier. Il peignait souvent dans des églises. En 1921, la famille est retournée dans le Banat pour s'installer dans un chalet de montagne.

### Formation
Corneliu enfant apprit à dessiner dans l'atelier de son père et jeune adolescent prit des leçons de violon à Craiova. En 1926, il tenta l'examen d'entrée à l'Académie des beaux-arts de Bucarest, il échoua mais réussit l'année suivante. Avec un camarade, ils s'intéressent à la littérature d'avant-garde, les cours d'art les passionnent peu mais continuent à fréquenter la faculté de littérature, d'où ils sortent avec un diplôme en 1930. Après une année de service militaire à Timișoara, ils intègrent ensuite un groupe d'artistes progressistes. Les Baba père et fils exposent ensemble à Băile Herculane en 1934 et rencontrent un avocat qui incite Corneliu de se rendre à Jassy pour entrer à l'Académie des beaux-arts où il eut comme professeur Nicolae Tonitza. Il achève sa formation en 1938 avec un diplôme.

## Œuvres principales

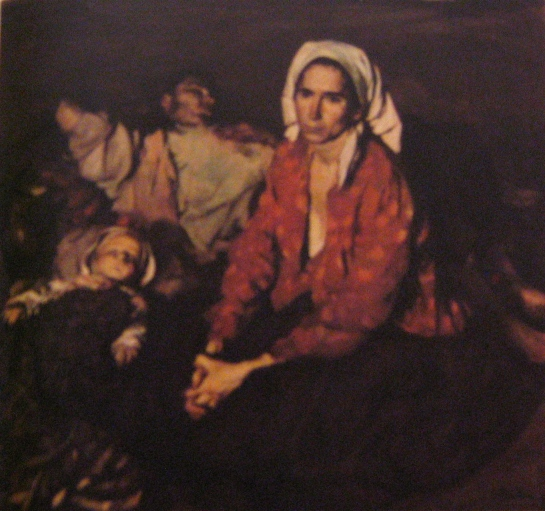
Repos dans les champs, 1954

### En Roumanie
- Au Musée national d'art de Roumanie : plusieurs œuvres de la collection ont été transférées au Musée d'art de Timișoara
  - 1942 : Le Souper
  - 1948 : Le Joueur d'échecs
  - 1953 : Portrait de l'écrivain Mihail Sadoveanu
  - 1953 : Portrait de l'actrice Lucia Sturdza-Bulandra (ro)
  - 1954 : Repos dans les champs
  - 1958 : Paysans
  - 1959 : Le Souper
  - 1960 : Forgerons
  - 1961 : Portrait du poète Tudor Arghezi avec sa femme
  - 1969 : Nature morte à l'échiquier
  - 1975 : Arlequin avec un singe
  - 1985 : La Peur
  - 1955-1991 : Georges Enesco
- Au Musée municipal de Bucarest (ro)
  - 1942 : Moines
  - 1951 : Rejoindre la ferme collective
  - 1963 : Portrait du poète Tudor Arghezi
  - 1971 : Arlequin
- Aux Musées nationaux de Moldavie (ro)
  - 1938 : Portrait de l'avocat Omer Popovici
- Au Musée d'art de Craiova
  - 1956 : Portrait du dramaturge Mihail Sorbul (ro)
- Au Musée des Beaux-Arts de Timișoara, dans le Palais Baroque[2]
  - 1959 : Les Dormeurs
  - 1982-1986 : Pietà
- Au Musée d'art de Galați (ro)
  - 1980 : La Repasseuse
- Au Musée d'art de Bârlad (ro)
  - 1986 : Portrait du peintre Nicolae Tonitza
- Au Musée d'art de Ploiești (ro)
  - 19?? : Fillette au fauteuil

### Dans d'autres pays
- 1976 : Portrait d'une femme, Dresde, Galeries des nouveaux maîtres
- 1977-1979 : La Peur, Budapest, Musée des beaux-arts
- 1979 : Maternité, Saint-Pétersbourg, Musée de l'Ermitage
- 1981 : Le Roi fou, Sofia, Galeries nationales d'art étranger (bg)
- 2019 : Corneliou Baba, Han Yuchen Museum, Handan, China